# 양산 통도사 비로암 탱화
양산 통도사 비로암 탱화(梁山 通度寺 毘盧庵 幀畵)는 대한민국 경상남도 양산시 통도사 비로암에 봉안되어 있는 8폭의 불화이다. 
2000년 1월 31일 경상남도의 유형문화재 제354호 통도사 비로암 탱화로 지정되었다가, 2018년 12월 20일 현재의 명칭으로 변경되었다.

## 개요
비로암 대웅전, 북극전 등에 봉안되어 있는 8폭의 불화로서 비슷한 시기에 일괄 조성하여 조선말기의 불교회화사 변천 연구에 중요한 자료이다. 비단에 채색하였으며, 크기는 다양한데 각각의 크기와 제작연대는 다음과 같다. 
1.후불(後佛)탱화:128x165, 1899년
2.신중(神衆)탱화:153x170, 1899년
3.독성(獨聖)탱화: 1899년
4.산신(山神)탱화: 1899년
5.지장(地藏)탱화:214x152 1904년
6.감로(甘露)탱화:134x166 1904년
7.칠성(七星)탱화:153x170 1904년
8.조왕(竈王)탱화: 1904년

## 참고 문헌
- 양산 통도사 비로암 탱화 - 국가유산청 국가유산포털